# 绍古门淖尔
绍古门淖尔(又称绍古民诺尔或少高敏诺尔)是位于中国内蒙古自治区锡林郭勒盟阿巴嘎旗德勒格尔苏木东部的一个湖泊。其位置约为东经115°50′,北纬43°35′。湖面海拔1200米，面积约2.5平方公里，主要沉积物为石盐和芒硝。